# Pericallimyia curvinerva
Pericallimyia curvinerva är en tvåvingeart som beskrevs av Villeneuve 1915. Pericallimyia curvinerva ingår i släktet Pericallimyia och familjen spyflugor. Inga underarter finns listade i Catalogue of Life.